# Hein van der Gaag
Hein van der Gaag (Caracas, 30 juni 1937 – Loosdrecht, 10 april 2022) was een Nederlandse jazz- en boogiewoogie-pianist en componist.

## Biografie
Van der Gaag bracht zijn kinderjaren door in verschillende Zuid-Amerikaanse landen, omdat zijn vader ambassadeur was. In Mexico-Stad maakte hij kennis met de boogiewoogie zoals die werd uitgevoerd door Meade Lux Lewis, Pete Johnson en Albert Ammons. Eenmaal in Nederland, volgde hij een opleiding in percussie, slagwerk, pauken en vibrafoon aan het Koninklijk Conservatorium in Den Haag.
Als pianist trad hij onder meer op met Art Farmer, Johnny Griffin, Art Taylor, Stuff Smith, Niels-Henning Ørsted Pedersen, Freddie Hubbard, Art Blakey, Ben Webster, Ray Nance, Toots Thielemans en Chet Baker.
Hij had in 1955 een eigen groep, het "Hein van der Gaag Sextet", met daarin Rein Bos (trompet), Bob Rigter (tenorsax), George Hanepen (gitaar), Ben Tessensohn (bas), Bob Reichhart en daarna Louis de Lussanet (drums).
Van der Gaag vormde vervolgens een boogiewoogieduo met Rob Hoeke. Daarna volgden tournees waarbij Van der Gaag onder andere op festivals optrad in India, Pakistan en Cuba. Jaarlijks trad hij enige weken in de Verenigde Staten op en gaf daar les in boogiewoogie.
De pianist woonde lange tijd in Kopenhagen, waar hij wekelijks optrad in de beroemde Montmartre Jazz Club, maar ook in België.
Begin deze eeuw maakte Van der Gaag samen met collega-pianisten Jaap Dekker en Martijn Schok een album en een tournee. Onder de noemer "The Grand Piano Boogie Train", waarmee Jaap Dekker, in een samenstelling met andere pianisten, reeds een aantal tournees had gemaakt, werd in 2001 het album The Boogie Never Stops uitgebracht.

## Discografie
- 1971 - Four Hands Up - lp Philips 6413 013 - met Rob Hoeke
- 1972 - Boogie Woogie or Else! - lp Polydor 2441 041
- 1974 - The Second Time Around - lp Polydor 2441 049
- 1975 - Fingerprints - lp Philips 6401 090 - met Rob Hoeke
- 1979 - Music on the Rocks - lp Philips 6410 157 - met Dolf del Prado, Alvaro Gomora, Leo de Ruiter en Jan Mol)
- 1986 - To the Point - lp Limetree 0018 - cd Timeless Label Masterpieces Series CDSOL-6432 (met Joep Lumey en Ben Schröder)
- 2001 - "The Boogie Never Stops" / The Grand Piano Boogie Train - cd Romeo Records - STEMRA F8128 (met Jaap Dekker en Martijn Schok)